# 小山太一
小山 太一（こやま たいち、1974年 - ）は、日本の英文学者、翻訳家。専門は、ヨーロッパ語系文学（英国の小説・映画）。立教大学教授。

## 人物・来歴
京都府生まれ。洛星中学校・高等学校卒、東京大学文学部英文科卒業、同大学院修士課程修了、イギリス・ケント大学大学院文学研究科博士課程修了、「The novels of Anthony Powell : a critical study」（アンソニー・パウエルの小説）で文学博士の学位を取得。東大時代に柴田元幸の翻訳読書会に参加。和洋女子大学英文科専任講師をへて、専修大学商学部准教授、教授。2017年立教大学文学部教授。

## 著書
- 『The Novels of Anthony Powell : A Critical Study』（北星堂出版） 2006

## 翻訳
- 『穴掘り公爵』（ミック・ジャクソン、新潮社） 1998
- 『午後の人々』（アントニー・ポウエル、水声社） 1999
- 『スーパー・カンヌ』（J・G・バラード、新潮社） 2002
- 『どんどん変に… エドワード・ゴーリーインタビュー集成』（カレン・ウィルキン編、宮本朋子共訳、河出書房新社） 2003、新版2023
- 『憑かれた鏡 エドワード・ゴーリーが愛する12の怪談』（エドワード・ゴーリー編、A.ブラックウッド他著、柴田元幸, 宮本朋子共訳、河出書房新社） 2006
- 『V.』上・下（トマス・ピンチョン、佐藤良明共訳、新潮社） 2011
- 『世界を回せ』上・下（コラム・マッキャン、宮本朋子共訳、河出書房新社） 2013
- 『自負と偏見』（ジェイン・オースティン、新潮文庫） 2014
- 「黄色い壁紙」（シャーロット・パーキンス・ギルマン『もっと厭な物語』収録、文春文庫） 2014
- 『キャッツ ポッサムおじさんの実用猫百科』（T・S・エリオット、エドワード・ゴーリー挿画、河出書房新社） 2015
- 『エドワード・ゴーリーの優雅な秘密』（カレン・ウィルキン、濱中利信, 柴田勢津子解説、柴田元幸共訳、河出書房新社） 2016
- 『ルシアン・フロイドとの朝食 描かれた人生』（ジョーディ・グレッグ、宮本朋子共訳、みすず書房） 2016
- 『ボートの三人男』（ジェローム・K・ジェローム、光文社古典新訳文庫） 2018
- 『つわものども　誉れの剣Ⅰ』（イーヴリン・ウォー、白水社、エクス・リブリス・クラシックス） 2020
- 『士官たちと紳士たち　誉れの剣Ⅱ』（イーヴリン・ウォー、白水社、エクス・リブリス・クラシックス） 2021
- 『無条件降伏　誉れの剣Ⅲ』（イーヴリン・ウォー、白水社、エクス・リブリス・クラシックス） 2023
- 『若草物語』（オールコット、新潮文庫） 2024

### イアン・マキューアン
- 『アムステルダム』（イアン・マキューアン、新潮社、新潮クレスト・ブックス） 1999 / 新潮文庫 2005
- 『愛の続き』（イアン・マキューアン、新潮社、新潮クレスト・ブックス） 2000 / 新潮文庫 2005
- 『贖罪』（イアン・マキューアン、新潮社） 2003 / 新潮文庫（上・下） 2008、文庫新版 2019
- 『土曜日』（イアン・マキューアン、新潮社、新潮クレスト・ブックス） 2007

### P・G・ウッドハウス
- 『P・G・ウッドハウス選集1 ジーヴズの事件簿』（P・G・ウッドハウス、岩永正勝共編訳、文藝春秋） 2005
  - 新編『ジーヴズの事件簿 才智縦横の巻』『ジーヴズの事件簿 大胆不敵の巻』文春文庫 2011
- 『P・G・ウッドハウス選集2 エムズワース卿の受難録』（P・G・ウッドハウス、岩永正勝共編訳、文藝春秋） 2005 / 文春文庫 2012
- 『P・G・ウッドハウス選集3　マリナー氏の冒険譚』（P・G・ウッドハウス、岩永正勝共編訳、文藝春秋） 2007
- 『P・G・ウッドハウス選集4　ユークリッジの商売道』（P・G・ウッドハウス、岩永正勝共編訳、文藝春秋） 2008
- 『ドローンズ・クラブの英傑伝』（P・G・ウッドハウス、岩永正勝共編訳、文春文庫） 2011